# Morris County (Kansas)
Morris County is een county in de Amerikaanse staat Kansas.
De county heeft een landoppervlakte van 1.806 km² en telt 6.104 inwoners (volkstelling 2000). De hoofdplaats is Council Grove.